# Michail Tal'
Michail Nechem'evič Tal' o in lettone Mihails Tāls (in russo Михаил Нехемьевич Таль?) (Riga, 9 novembre 1936 – Mosca, 28 giugno 1992) è stato uno scacchista sovietico, ottavo campione del mondo di scacchi tra il 1960 e il 1961.
Noto nel mondo degli scacchi come "il mago di Riga", Tal' è tuttora considerato da molti il più grande attaccante della storia degli scacchi. Il suo naturale talento per il gioco combinativo gli consentì di strappare il titolo mondiale a Michail Botvinnik nel 1960, all'età di ventiquattro anni, diventando il più giovane campione del mondo della storia fino all'edizione del 1985, quando il record gli fu strappato da Garri Kasparov, che si laureò campione all'età di ventidue anni.
Dal 2006 si disputa a Mosca il Mikhail Tal Memorial, un prestigioso torneo a lui intitolato. Nel 2021 si è svolto a Riga nel corso del FIDE Grand Swiss un torneo blitz in occasione dell'ottantacinquesimo anniversario della sua nascita.

## Biografia
Michail Tal' si appassionò agli scacchi vedendoli giocare nella sala d'attesa dello studio del padre medico, iniziando a studiarli seriamente verso i dieci anni d'età. Tal' fu tra i pochissimi grandi maestri (forse l'unico) ad aver ottenuto questo titolo senza essere prima passato dal livello intermedio di maestro internazionale. Infatti la FIDE decise di soprassedere alle regole e gli concesse il titolo subito dopo la sua vittoria nel 24º campionato sovietico di Mosca 1957: all'epoca il più giovane vincitore della storia dei campionati dell'URSS.
La carriera scacchistica di Tal' venne influenzata dalla sua salute, sin dall'epoca del match di rivincita con Botvinnik. Fu afflitto ripetutamente da problemi ai reni (probabilmente esacerbati dal vizio del fumo) che gli tolsero molte opportunità. Ma la malattia non influenzò il suo approccio positivo alla vita e il suo senso dell'umorismo; commentando una delle sue vittorie, ottenuta poco dopo essere uscito dall'ospedale, disse: "il cadavere ha giocato bene".

## Stile di gioco
(Michail Tal')
In contrasto con l'approccio scientifico degli altri grandi maestri sovietici, Tal' sosteneva che gli scacchi fossero prima di tutto un'arte e solo in un secondo momento una scienza, da qui la supremazia del gioco combinativo rispetto a quello posizionale. Di lui Botvinnik disse al termine della sfida persa: "Rimasi sorpreso della sua capacità di immaginare e inventare complessissime varianti". Per Tigran Petrosjan, Tal' è stato "il giocatore che ha prodotto il maggior numero di partite spettacolari nello scacchismo del Novecento. Uno dei più grandi di tutti i tempi".
E David Bronštejn: "Misha non ha eguali nell'abilità e velocità di calcolo non superficiale. Inoltre, nessuno sa complicare finanche le posizioni più normali, in modo da mettere in crisi l'avversario". Un modo di intendere gli scacchi, e di affrontarli, "che richiedeva una vigoria fisica enorme; che non aveva. Per questo ha spesso dovuto abbandonare a metà tanti tornei e lasciar perdere tanti altri": è la constatazione del campione italiano Giorgio Porreca.
Era un formidabile giocatore lampo: nell'importante torneo blitz di Castelnuovo (Jugoslavia) del 1970 si classificò secondo dietro a Fischer, davanti a Korčnoj, Petrosyan, Smyslov, Bronštejn, Reshevsky e altri. Nel campionato del mondo lampo di Saint John (Canada) del 1988 ottenne, all'età di cinquantadue anni, un clamoroso successo: vinse davanti a Kasparov, Karpov, Vaganian e altri fortissimi grandi maestri.

## Carriera
Tal' partecipò con l'Unione Sovietica a otto Olimpiadi degli scacchi dal 1958 al 1982. Giocò 101 partite, con il risultato complessivo di +65 =34 –2. La sua percentuale dell'81,2 % è la migliore di chiunque abbia partecipato ad almeno quattro olimpiadi. Vinse 15 medaglie: 13 d'oro (5 individuali e otto di squadra) e due d'argento individuali.
Partecipò a ben 21 campionati sovietici (ne vinse 6); solo Geller e Tajmanov lo superarono, con 23 partecipazioni.

### Tornei e partite vinte

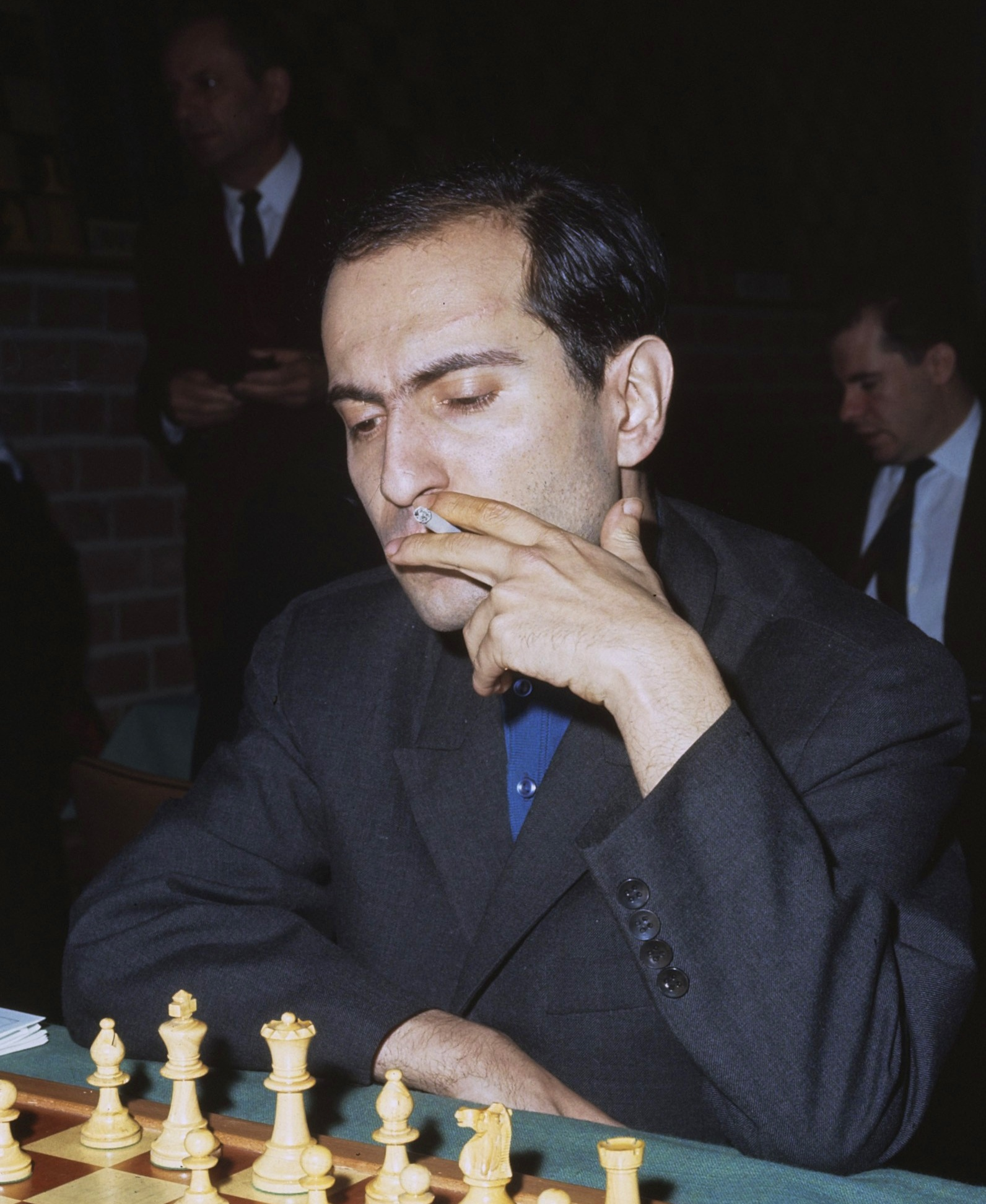
Michail Tal' nel 1968

Tornei e partite nei quali Tal' si classificò 1º oppure 1º a pari merito.
| Anno | Torneo / Match | Ris.                  |
| ---- | --- | --------------------- |
| 1950 | Riga, campionato della Lettonia juniores                                                                                      | 1º                    |
| 1953 | Riga, campionato assoluto della Lettonia                                                                                      | 1º                    |
| 1955 | Riga, semifinale 23° camp. sovietico                                                                                          | 1º                    |
| 1956 | Uppsala, campionato del mondo studenti                                                                                        | 6 / 7                 |
| 1957 | Mosca, 24º campionato sovietico Reykjavík, camp. mondo studenti                                                               | 1º 8,5 / 10           |
| 1958 | Torneo interzonale di Portorose Riga, 25º camp. sovietico Olimpiadi di Monaco di Baviera Varna, campionato del mondo studenti | 1º 13,5 / 15 8,5 / 10 |
| 1959 | Torneo dei candidati Jugoslavia Torneo di Zurigo                                                                              | 1º 1º                 |
| 1960 | Match per il titolo mondiale con Botvinnik                                                                                    | +6 –2 =13             |
| 1961 | Torneo di Stoccolma Torneo di Bled                                                                                            | 1º 1º                 |
| 1962 | Olimpiadi di Varna | 10 / 13               |
| 1963 | Torneo di Miskolc | 1º                    |
| 1964 | Torneo di Kislovodsk Torneo di Hastings 1963-64 Interzonale di Amsterdam Torneo di Reykjavík                                  | 1º 1º-4º 1º           |
| 1965 | Match con Lajos Portisch Match con Bent Larsen Riga, campionato della Lettonia                                                | +4 –1 =3 +3 –2 =5 1º  |
| 1966 | Torneo di Palma di Maiorca Olimpiadi dell'Avana Torneo di Sarajevo                                                            | 1º 12 / 13 1º- 2º     |
| 1967 | Charkiv, 35º campionato sovietico                                                                                             | 1º- 2º                |
| 1968 | Torneo di Gori Match con Svetozar Gligorić                                                                                    | 1º +3 –1 =5           |
| 1969 | Torneo di Tbilisi | 1º- 2º                |
| 1970 | Soči, Chigorin Memorial Campionato europeo a squadre                                                                          | 1º 5 / 6              |
| 1971 | Torneo di Tallinn | 1º- 2º                |
| 1972 | Baku, 40º campionato sovietico Torneo di Sukhumi Olimpiadi di Skopje                                                          | 1º 14 / 16            |
| Anno | Torneo / Match                                                                                               | Ris.                      |
| ---- | --- | ------------------------- |
| 1973 | Torneo di Wijk aan Zee Torneo di Tallinn Soči, Chigorin memorial Torneo di Hastings 1973-74 Torneo di Dubna  | 1º 1º- 4º 1º- 2º          |
| 1974 | Leningrado, 42º campionato sovietico Torneo di Novi Sad Torneo di Lublino Torneo di Halle Olimpiadi di Nizza | 1º- 2º 1º 1º 1º 11,5 / 15 |
| 1977 | Tallinn, Keres Memorial Leningrado, 60º anniversario riv. d'ottobre Soči, Chigorin memorial                  | 1º 1º- 2º 1º              |
| 1978 | Tbilisi, 46º campionato sovietico                                                                            | 1º                        |
| 1979 | Torneo interzonale di Riga Torneo di Montréal                                                                | 1º 1º- 2º                 |
| 1981 | Tallinn, Keres memorial Torneo di Malaga Torneo di Riga Torneo di Porz Torneo di Leopoli                     | 1º 1º- 2º                 |
| 1982 | Mosca, Alechin Memorial Torneo di Erevan Soči, Chigorin memorial Torneo di Pforzheim                         | 1º                        |
| 1983 | Tallinn, Keres memorial                                                                                      | 1º                        |
| 1984 | Torneo di Albena                                                                                             | 1º- 2º                    |
| 1985 | Torneo di Jūrmala                                                                                            | 1º                        |
| 1986 | Torneo open di Berlino Ovest Tbilisi, Goglidze memorial                                                      | 1º- 2º                    |
| 1987 | Torneo di Termas de Río Hondo Torneo di Jurmala                                                              | 1º 1º- 4º                 |
| 1988 | Torneo open di Chicago Campionato del mondo lampo di St. John                                                | 1º                        |
| 1991 | Buenos Aires, Najdorf memorial Porz open                                                                     | 1º                        |

## Statistiche

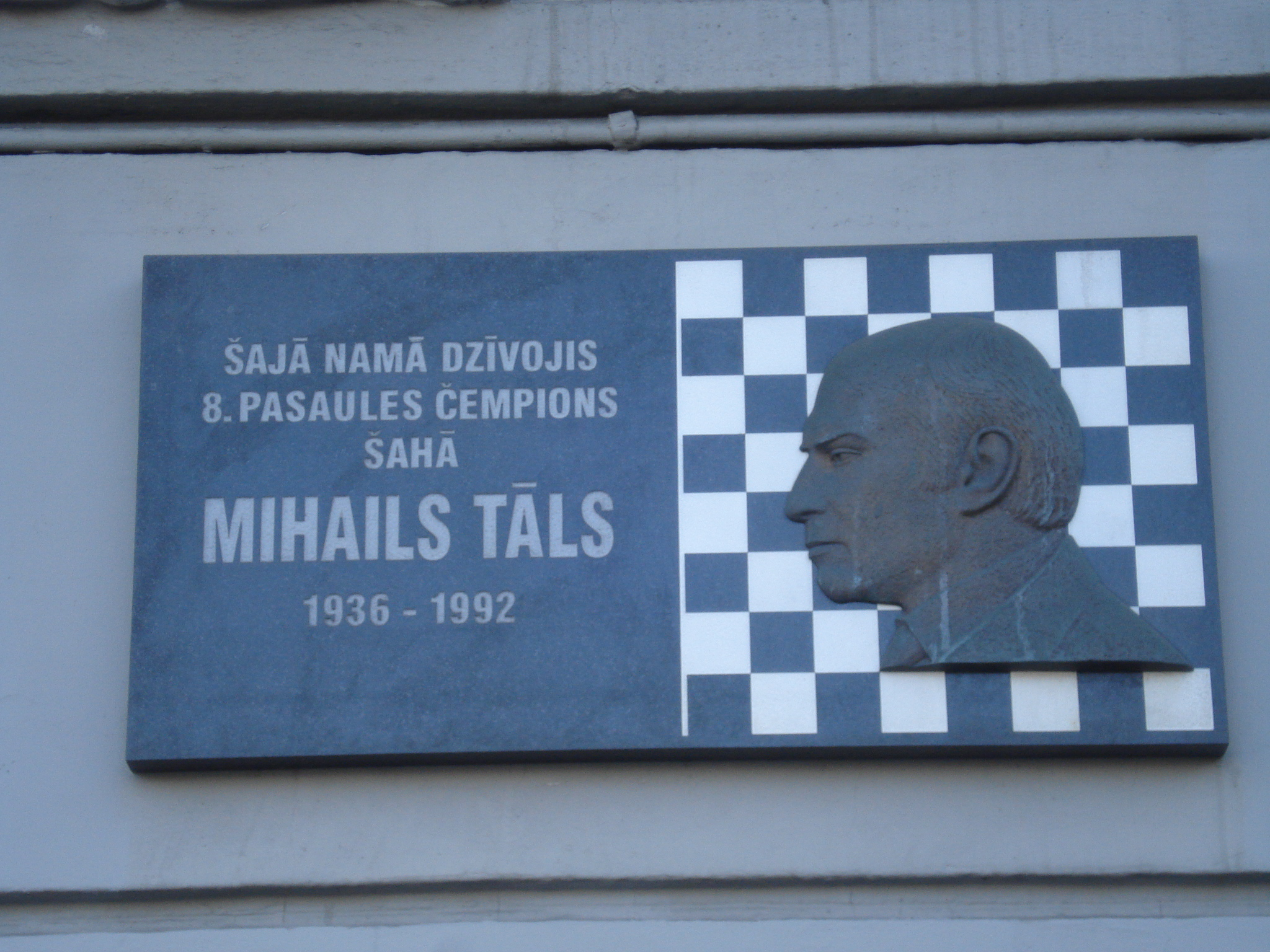
Placca commemorativa di Tal' a Riga

### Record
Tal' detiene o ha detenuto alcuni notevoli primati scacchistici:
- campionati sovietici vinti: 6 dal 1957 al 1978 (alla pari con Michail Botvinnik).
- il più giovane vincitore di un campionato sovietico: 20 anni (Mosca 1957).
- miglior risultato individuale complessivo alle olimpiadi: 81,2 % (+65 =34 -2), davanti a Karpov (80,1 %) e Petrosyan (78,8 %).
- primato di imbattibilità (superato nel periodo 2004-05 da Sergej Tivjakov): 95 partite consecutive senza sconfitte (dal 23 ottobre 1973 al 16 ottobre 1974).

### Risultati con alcuni grandi maestri
- Nota: sono considerate solo le partite ufficiali (di torneo o match).

|                      |               |                 |               |            |
| Giocatore            | Partite vinte | Partite pattate | Partite perse | Differenza |
| Michail Botvinnik    | 11            | 20              | 12            | -1         |
| Tigran Petrosyan     | 6             | 27              | 9             | -3         |
| Efim Petrovič Geller | 6             | 23              | 6             | 0          |
| Vasilij Smyslov      | 3             | 21              | 4             | -1         |
| Boris Spasskij       | 6             | 25              | 9             | -3         |
| Lajos Portisch       | 9             | 18              | 5             | +4         |
| David Bronštejn      | 8             | 18              | 5             | +3         |
| Bobby Fischer        | 4             | 5               | 2             | +2         |
| Bent Larsen          | 12            | 18              | 7             | +5         |
| Paul Keres           | 4             | 20              | 8             | -4         |
| Viktor Korčnoj       | 7             | 5               | 11            | -4         |
| Anatolij Karpov      | 0             | 19              | 1             | -1         |

## Esibizioni
Tal' si cimentò qualche volta anche nel gioco alla cieca. Nel 1968 tenne una simultanea alla cieca su 10 scacchiere, con il risultato di +6 =4.

## Opere
- Tal, magia dell'attacco, Con Jakov Damskij, Roma, Prisma Editori, 1997, ISBN 88-7264-055-5.
- Botvinnik-Tal 1960, da Mago di Riga a Re degli scacchi, Roma, Caissa Italia, 2006, ISBN 88-88756-37-X.
- Il primo manuale degli scacchi (Lezioni di base), Con Nikolaj Zhuravlev, Roma, Caissa Italia, 2008, ISBN 978-88-88756-42-4..
- Il primo manuale degli scacchi (Lezioni avanzate), Con Nikolaj Zhuravlev, Roma, Caissa Italia, 2008, ISBN 978-88-88756-66-0..
- La via del successo negli scacchi - Temi posizionali essenziali, Con Alexander Koblentz, Roma, Prisma Editori, 2018, ISBN 978-8872641453.
- La via del successo negli scacchi - Temi posizionali avanzati, Con Alexander Koblentz, Roma, Prisma Editori, 2018, ISBN 978-8872641460.

## Nella cultura di massa
- Lo scrittore italiano Raul Montanari ha dedicato a Tal' uno dei suoi racconti della raccolta Un bacio al mondo, in cui vengono rappresentati gli stati d'animo del campione lettone durante l'arco della sua carriera, dagli inizi ai trionfi, fino all'incombere della malattia.
- Lo scrittore italiano Giorgio Fontana ha dedicato a Tal' il romanzo breve Il mago di Riga, uscito nel 2022. Il suo gioco è definito "offensiva pedonale", in quanto era solito attaccare tramite il movimento dei pedoni.